# 감자걀쭉병
감자걀쭉병(Potato spindle tuber viroid, PSTVd)는 '걀쭉바이로이드'의 감염된 감자와의 접촉, 혹은 감염된 감자를 만진 손이나 감자를 깎은 칼과의 접촉 등을 통해 전염되는 병이다. 감염될 경우 감자의 생김새가 길쭉해지면서 껍질과 살이 부드럽고 매끄러워져 상품성을 잃게 된다. 또 수확량도 25∼40% 감소한다. 그래서 감자업계에서는 '감자의 구제역'으로 불린다.

## 걀쭉바이로이드의 1·2차 구조
걀쭉바이로이드에는 359개의 뉴클레오타이드가 있다.
| 1차 구조 |
| 1 CGGAACUAAA CUCGUGGUUC CUGUGGUUCA CACCUGACCU CCUGAGCAGA AAAGAAAAAA 61 GAAGGCGGCU CGGAGGAGCG CUUCAGGGAU CCCCGGGGAA ACCUGGAGCG AACUGGCAAA 121 AAAGGACGGU GGGGAGUGCC CAGCGGCCGA CAGGAGUAAU UCCCGCCGAA ACAGGGUUUU 181 CACCCUUCCU UUCUUCGGGU GUCCUUCCUC GCGCCCGCAG GACCACCCCU CGCCCCCUUU 241 GCGCUGUCGC UUCGGCUACU ACCCGGUGGA AACAACUGAA GCUCCCGAGA ACCGCUUUUU 301 CUCUAUCUUA CUUGCUUCGG GGCGAGGGUG UUUAGCCCUU GGAACCGCAG UUGGUUCCU |
| 2차 구조 |
| |

색이나 굵기로 강조된 뉴클레오티드는 다른 대부분의 바이로이드에서 볼 수 있다.